# أكمية ثنائية الأزهار
أكمية ثنائية الأزهار (الاسم العلمي: Aechmea biflora) هو نوع نباتي يتبع جنس الأكمية من فصيلة البروميلية.